# Grand Prix de Macao de Formule 3 1991
Le Grand Prix de Macao de Formule 3 1991 est la 38e édition de l'épreuve macanaise réservée aux monoplaces de Formule 3. Elle s'est déroulée du 17 au 20 novembre 1991 sur le tracé urbain de Guia.

## Participants
| No | Pilotes                | Voiture                | Écurie                     |
| -- | ---------------------- | ---------------------- | -------------------------- |
| 1  | Rickard Rydell         | Tom's Toyota           | Tom's                      |
| 2  | Victor Rosso           | Tom's Toyota           | Tom's                      |
| 3  | Paulo Carcasci         | Tom's Toyota           | Ito Ham Racing             |
| 5  | Gil de Ferran          | Reynard Honda-Mugen NB | Edenbridge/Theodore Racing |
| 6  | Christian Fittipaldi   | Reynard Honda-Mugen NB | Edenbridge/Theodore Racing |
| 7  | Tom Kristensen         | Ralt Volkswagen        | Volkswagen Motorsport      |
| 8  | Giambattista Busi      | Ralt Volkswagen        | Volkswagen Motorsport      |
| 9  | Paul Stewart           | Ralt Honda-Mugen NB    | Paul Stewart Racing        |
| 10 | David Coulthard        | Ralt Honda-Mugen NB    | Paul Stewart Racing        |
| 11 | Rubens Barrichello     | Reynard Honda-Mugen NB | West Surrey Racing         |
| 12 | Jordi Gené             | Reynard Honda-Mugen NB | West Surrey Racing         |
| 15 | Julian Bailey          | Reynard Honda-Mugen NB | West Surrey Racing         |
| 16 | Luca Badoer            | Dallara Alfa Romeo     | Supercars                  |
| 17 | Marc Hessel            | Ralt Honda-Mugen NB    | Watson's                   |
| 18 | Christophe Bouchut     | Ralt Volkswagen        | Graff Racing               |
| 19 | Eric Chéli             | Bowman Volkswagen      | Graff Racing               |
| 20 | Marco Werner           | Ralt Opel-Spiess (en)  | GM Motorsport              |
| 21 | Jörg Müller            | Reynard Volkswagen     | Malte Bongers Motorsport   |
| 22 | Marcel Albers          | Ralt Honda-Mugen NB    | Alan Docking Racing        |
| 23 | Hideki Noda            | Ralt Honda-Mugen NB    | Alan Docking Racing        |
| 26 | Jacques Villeneuve     | Ralt Alfa Romeo        | Prema Racing               |
| 27 | Domenico Schiattarella | Ralt Alfa Romeo        | Prema Racing               |
| 28 | Andrea Gilardi         | Dallara Volkswagen     | RC Motorsport              |
| 29 | Max Angelelli          | Dallara Volkswagen     | RC Motorsport              |
| 30 | Tetsuya Tanaka         | Ralt Toyota-Tom's      | Torii Racing               |
| 31 | Masami Kageyama        | Ralt Honda-Mugen NB    | Tomei Racing               |
| 32 | Franck Lagorce         | Reynard Alfa Romeo     | Formula Project            |
| 33 | Yvan Muller            | Reynard Alfa Romeo     | CYM                        |
| 37 | Jo Zeller              | Ralt Alfa Romeo        | Jo Zeller Racing           |
| 38 | Niclas Jönsson         | Reynard Honda-Mugen NB | Team Itchi Ban             |

## 1recourse
Qualification
| Ligne | Positions sur la grille de départ           | Positions sur la grille de départ        | Positions sur la grille de départ |
| ----- | ------------------------------------------- | ---------------------------------------- | --------------------------------- |
| 1re   | 1. Rickard Rydell (2 min 20 s 100)          | 2. David Coulthard (2 min 20 s 310)      |                                   |
| 2e    | 3. Jordi Gené (2 min 20 s 490)              | 4. Christian Fittipaldi (2 min 20 s 520) |                                   |
| 3e    | 5. Tom Kristensen (2 min 20 s 670)          | 6. Gil de Ferran (2 min 20 s 940)        |                                   |
| 4e    | 7. Max Angelelli (2 min 21 s 150)           | 8. Jacques Villeneuve (2 min 21 s 190)   |                                   |
| 5e    | 9. Hideki Noda (2 min 21 s 300)             | 10. Rubens Barrichello (2 min 21 s 390)  |                                   |
| 6e    | 11. Marcel Albers (2 min 21 s 480)          | 12. Paul Stewart (2 min 21 s 640)        |                                   |
| 7e    | 13. Giambattista Busi (2 min 22 s 110)      | 14. Julian Bailey (2 min 22 s 300)       |                                   |
| 8e    | 15. Paulo Carcasci (2 min 22 s 360)         | 16. Marc Hessel (2 min 22 s 600)         |                                   |
| 9e    | 17. Victor Rosso (2 min 22 s 630)           | 18. Christophe Bouchut (2 min 22 s 680)  |                                   |
| 10e   | 19. Domenico Schiattarella (2 min 22 s 810) | 20. Luca Badoer (2 min 22 s 900)         |                                   |
| 11e   | 21. Andrea Gilardi (2 min 22 s 930)         | 22. Masami Kageyama (2 min 23 s 010)     |                                   |
| 12e   | 23. Marco Werner (2 min 23 s 510)           | 24. Jörg Müller (2 min 23 s 760)         |                                   |
| 13e   | 25. Niclas Jönsson (2 min 23 s 940)         | 26. Jo Zeller (2 min 24 s 000)           |                                   |
| 14e   | 27. Eric Cheli (2 min 24 s 250)             | 28. Yvan Muller (2 min 24 s 360)         |                                   |
| 15e   | 29. Tetsuya Tanaka (2 min 25 s 570)         | 30. Franck Lagorce (2 min 28 s 310)      |                                   |

Résultat
| Pos. | no | Pilote                 | Voiture             | Tours | Temps/Abd.       |
| ---- | -- | ---------------------- | ------------------- | ----- | ---------------- |
| 1    | 10 | David Coulthard        | Ralt Honda-Mugen    | 15    | 35 min 25 s 640  |
| 2    | 12 | Jordi Gené             | Ralt Honda-Mugen    | 15    | + 9 s 100        |
| 3    | 1  | Rickard Rydell         | Tom's Toyota        | 15    | + 23 s 660       |
| 4    | 29 | Max Angelelli          | Dallara Volkswagen  | 15    | + 31 s 510       |
| 5    | 6  | Christian Fittipaldi   | Reynard Honda-Mugen | 15    | + 32 s 160       |
| 6    | 7  | Tom Kristensen         | Ralt Volkswagen     | 15    | + 32 s 560       |
| 7    | 11 | Rubens Barrichello     | Ralt Honda-Mugen    | 15    | + 32 s 700       |
| 8    | 26 | Jacques Villeneuve     | Ralt Alfa Romeo     | 15    | + 34 s 670       |
| 9    | 23 | Hideki Noda            | Ralt Mugen-Honda    | 15    | + 41 s 880       |
| 10   | 22 | Marcel Albers          | Ralt Honda-Mugen    | 15    | + 42 s 160       |
| 11   | 9  | Paul Stewart           | Ralt Honda-Mugen    | 15    | + 44 s 680       |
| 12   | 28 | Andrea Gilardi         | Dallara Volkswagen  | 15    | + 46 s 550       |
| 13   | 15 | Julian Bailey          | Ralt Honda-Mugen    | 15    | + 47 s 810       |
| 14   | 27 | Domenico Schiattarella | Ralt Alfa Romeo     | 15    | + 50 s 920       |
| 15   | 3  | Paulo Carcasci         | Tom's Toyota        | 15    | + 51 s 340       |
| 16   | 16 | Luca Badoer            | Dallara Alfa Romeo  | 15    | + 1 min 3 s 760  |
| 17   | 21 | Jörg Müller            | Reynard Volkswagen  | 15    | + 1 min 6 s 690  |
| 18   | 19 | Eric Chéli             | Bowman Volkswagen   | 15    | + 1 min 15 s 450 |
| 19   | 38 | Niclas Jönsson         | Reynard Honda-Mugen | 15    | + 1 min 22 s 430 |
| 20   | 37 | Jo Zeller              | Ralt Alfa Romeo     | 15    | + 1 min 32 s 510 |
| 21   | 18 | Christophe Bouchut     | Ralt Volkswagen     | 15    | + 1 min 42 s 580 |
| 22   | 17 | Marc Hessel            | Ralt Honda-Mugen    | 14    | + 1 tour         |

## 2ecourse
Qualification
| Ligne | Positions sur la grille de départ, | Positions sur la grille de départ, | Positions sur la grille de départ, |
| ----- | ---------------------------------- | ---------------------------------- | ---------------------------------- |
| 1re   | 1. David Coulthard                 | 2. Jordi Gené                      |                                    |
| 2e    | 3. Rickard Rydell                  | 4. Max Angelelli                   |                                    |
| 3e    | 5. Christian Fittipaldi            | 6. Tom Kristensen                  |                                    |
| 4e    | 7. Rubens Barrichello              | 8. Jacques Villeneuve              |                                    |
| 5e    | 9. Hideki Noda                     | 10. Marcel Albers                  |                                    |
| 6e    | 11. Paul Stewart                   | 12. Andrea Gilardi                 |                                    |
| 7e    | 13. Julian Bailey                  | 14. Domenico Schiattarella         |                                    |
| 8e    | 15. Paulo Carcasci                 | 16. Luca Badoer                    |                                    |
| 9e    | 17. Jörg Müller                    | 18. Eric Cheli                     |                                    |
| 10e   | 19. Niclas Jönsson                 | 20. Jo Zeller                      |                                    |
| 11e   | 21. Christophe Bouchut             | 22. Marc Hessel                    |                                    |
| 12e   | 23. Giambattista Busi              | 24. Tetsuya Tanaka                 |                                    |
| 13e   | 25. Masami Kageyama                | 26. Yvan Muller                    |                                    |
| 14e   | 27. Marco Werner                   | 28. Franck Lagorce                 |                                    |

Résultat
Le meilleur tour est effectué par Jordi Gené en 2 min 19 s 630 au 12e tour,.
| Pos. | no | Pilote                 | Voiture             | Tours | Temps/Abd.       |
| ---- | -- | ---------------------- | ------------------- | ----- | ---------------- |
| 1    | 12 | Jordi Gené             | Ralt Honda-Mugen    | 15    | 35 min 24 s 790  |
| 2    | 10 | David Coulthard        | Ralt Honda-Mugen    | 15    | + 0 s 380        |
| 3    | 6  | Christian Fittipaldi   | Reynard Honda-Mugen | 15    | + 6 s 880        |
| 4    | 29 | Max Angelelli          | Dallara Volkswagen  | 15    | + 16 s 760       |
| 5    | 11 | Rubens Barrichello     | Ralt Honda-Mugen    | 15    | + 17 s 610       |
| 6    | 7  | Tom Kristensen         | Ralt Volkswagen     | 15    | + 17 s 980       |
| 7    | 26 | Jacques Villeneuve     | Ralt Alfa Romeo     | 15    | + 25 s 080       |
| 8    | 28 | Andrea Gilardi         | Dallara Volkswagen  | 15    | + 26 s 150       |
| 9    | 1  | Rickard Rydell         | Tom's Toyota        | 15    | + 35 s 710       |
| 10   | 9  | Paul Stewart           | Ralt Honda-Mugen    | 15    | + 40 s 960       |
| 11   | 16 | Luca Badoer            | Dallara Alfa Romeo  | 15    | + 44 s 600       |
| 12   | 3  | Paulo Carcasci         | Tom's Toyota        | 15    | + 47 s 940       |
| 13   | 18 | Christophe Bouchut     | Ralt Volkswagen     | 15    | + 55 s 290       |
| 14   | 17 | Marc Hessel            | Ralt Honda-Mugen    | 15    | + 56 s 050       |
| 15   | 21 | Jörg Müller            | Reynard Volkswagen  | 15    | + 56 s 600       |
| 16   | 38 | Niclas Jönsson         | Reynard Mugen-Honda | 15    | + 1 min 15 s 650 |
| 17   | 31 | Masami Kageyama        | Ralt Honda-Mugen    | 15    | + 1 min 26 s 080 |
| 18   | 27 | Domenico Schiattarella | Ralt Alfa Romeo     | 15    | + 1 min 27 s 610 |
| 19   | 22 | Marcel Albers          | Ralt Honda-Mugen    | 15    | + 1 min 29 s 230 |
| 20   | 32 | Franck Lagorce         | Reynard Alfa Romeo  | 15    | + 3 min 18 s 070 |
| 21   | 23 | Hideki Noda            | Ralt Honda-Mugen    | 14    | + 1 tour         |
| 22   | 19 | Eric Chéli             | Bowman Volkswagen   | 13    | + 2 tours        |

## Résultat final
| Pos. | no | Pilote                 | Voiture             | Tours | Temps/Abd.          |
| ---- | -- | ---------------------- | ------------------- | ----- | ------------------- |
| 1    | 10 | David Coulthard        | Ralt Honda-Mugen    | 30    | 1 h 10 min 50 s 800 |
| 2    | 12 | Jordi Gené             | Ralt Honda-Mugen    | 30    | + 8 s 730           |
| 3    | 6  | Christian Fittipaldi   | Reynard Honda-Mugen | 30    | + 38 s 660          |
| 4    | 29 | Max Angelelli          | Dallara Volkswagen  | 30    | + 47 s 900          |
| 5    | 11 | Rubens Barrichello     | Ralt Honda-Mugen    | 30    | + 49 s 950          |
| 6    | 7  | Tom Kristensen         | Ralt Volkswagen     | 30    | + 50 s 170          |
| 7    | 1  | Rickard Rydell         | Tom's Toyota        | 30    | + 58 s 990          |
| 8    | 26 | Jacques Villeneuve     | Ralt Alfa Romeo     | 30    | + 59 s 380          |
| 9    | 28 | Andrea Gilardi         | Dallara Volkswagen  | 30    | + 1 min 12 s 320    |
| 10   | 9  | Paul Stewart           | Ralt Honda-Mugen    | 30    | + 1 min 25 s 270    |
| 11   | 3  | Paulo Carcasci         | Tom's Toyota        | 30    | + 1 min 38 s 900    |
| 12   | 16 | Luca Badoer            | Dallara Alfa Romeo  | 30    | + 1 min 47 s 990    |
| 13   | 21 | Jörg Müller            | Reynard Volkswagen  | 30    | + 2 min 2 s 920     |
| 14   | 22 | Marcel Albers          | Ralt Honda-Mugen    | 30    | + 2 min 11 s 020    |
| 15   | 27 | Domenico Schiattarella | Ralt Alfa Romeo     | 30    | + 2 min 18 s 130    |
| 16   | 18 | Christophe Bouchut     | Ralt Volkswagen     | 30    | + 2 min 37 s 490    |
| 17   | 38 | Niclas Jönsson         | Reynard Honda-Mugen | 30    | + 2 min 37 s 700    |
| 18   | 23 | Hideki Noda            | Ralt Honda-Mugen    | 29    | + 1 tour            |
| 19   | 17 | Marc Hessel            | Ralt Honda-Mugen    | 29    | + 1 tour            |
| 20   | 19 | Eric Chéli             | Bowman Volkswagen   | 28    | + 2 tours           |